# NEW TRIBE
『NEW TRIBE』（ニュー・トライブ）は、a flood of circle7枚目のアルバム。

## 概要
2016年2月、バンドがロンドンで初の海外公演を行なった際、クイーンやオアシス、リアーナ、マイケル・ジャクソンらもレコーディングした名門、メトロポリス・スタジオで「Flyer's Waltz」「BLUE」「El Dorado」の3曲をレコーディングした。そのレコーディングを担当したエンジニア、ザビエル・スティーブンソンを日本に招いて制作された。

## 収録曲
（全作詞・全作曲・編曲：佐々木亮介）
1. New Tribe - 4:15
2. Dirty Pretty Carnival Night - 3:37
3. Flyer’s Waltz - 4:09
4. BLUE - 4:50
5. ジュテームアデューベルジャンブルース - 2:47
6. Rock’N’Roll New School - 3:00
7. El Dorado - 4:18
8. Rex Girl - 3:03
9. Rude Boy’s Last Call - 3:11
10. The Greatest Day - 4:22
11. Wolf Gang La La La - 3:44
12. Honey Moon Song - 5:23

### 特典DVD
2016.12.1 Billboard Live Tokyo「a flood of circle 10th AnniversaryClimax “X’mas Party!!!”」ライブ映像
1. Chiristmas Time
2. コインランドリーブルース
3. 月面のプール
4. BLUE
5. Party!
6. I LOVE YOU

## レコーディング・エンジニア
- ザビエル・スティーブンソン
これまでにエディターズ、リアーナ、デヴィッド・ゲッタ、ブレット・フォー・マイ・ヴァレンタインといった面々を手がけている。

## マスタリング・エンジニア
- ティム・ヤング（メトロポリス・スタジオ）